# 三橋八次郎
三橋 八次郎（みつはし はちじろう、1898年（明治31年）10月10日 - 1984年（昭和59年）12月27日） は、大正から昭和期の農業技術者、政治家。参議院議員（1期）。

## 経歴
青森県北津軽郡飯詰村（現五所川原市）の農家に生まれた。農村生活の向上を目指して、1921年（大正10年）東京農業大学高等科を卒業。さらに、1924年（大正13年）東京帝国大学農学部農学科第1部全科目選科を修了した。
1924年、愛媛県産業技手となり県立農事試験場（現:愛媛県農業試験場）に配属された。以後、農業技師、農事試験場長、県経済部農業改良課長兼農事試験場長、農事講習所長などを務めた。30年間、愛媛県下の農家の指導に従事し、県農業祭を考案し、農作物の品種改良などに尽力した。
日本社会党からの懇請で1950年（昭和25年）6月の第2回参議院議員通常選挙に愛媛県地方区から社会党公認で出馬して当選。1956年（昭和31年）7月の第4回通常選挙に立候補したが次点で落選し、参議院議員に1期在任した。その後、社会党愛媛県連会長となり、1959年（昭和34年）1月の愛媛県知事選挙、1962年（昭和37年）7月の第6回通常選挙に立候補したが、いずれも落選した。1969年（昭和44年）秋の叙勲で勲三等旭日中綬章受章（勲六等からの昇叙）。
1984年（昭和59年）12月27日死去、86歳。死没日をもって従五位から正五位に叙される。

## 著作
- 『作物病害論集』愛媛県立農事試験場緑会、1938年。